# Aron Sigurðarson
Aron Sigurðarson (Tromsø, Noruega, 8 de octubre de 1993) es un futbolista noruego nacionalizado islandés que juega como centrocampista para el KR Reykjavík de la Úrvalsdeild Karla.

## Trayectoria
En el año 2016 firmó un contrato de tres años con el equipo noruego Tromsø IL.
En enero de 2020 llegó al Union Saint-Gilloise y en agosto de 2021 al AC Horsens. Con este último marcó 20 goles en 83 partidos antes de regresar a Islandia a inicios de 2024 tras fichar por el KR Reykjavík.

## Selección nacional
Aron realizó su debut internacional junto a la selección nacional de fútbol de Islandia el 31 de enero de 2016, en un amistoso frente a los Estados Unidos, durante el cual marcó su primer gol con la selección nacional de su país. Durante la China Cup 2017 marcó su segundo gol con la misma, frente a la selección nacional de fútbol de China.

### Participaciones en la China Cup
| Copa           | Sede  | Resultado  |
| -------------- | ----- | ---------- |
| China Cup 2017 | China | Subcampeón |